# Michał Drzewiecki
Michał Drzewiecki, właściwie Maurycy Aron Holzer (ur. 4 maja 1912 w Krakowie, zm. 31 stycznia 2004 w Sztokholmie) – funkcjonariusz organów bezpieczeństwa Polski Ludowej.

## Życiorys
Urodzony w rodzinie pochodzenia żydowskiego w Krakowie. 15 IV 1941 - 24 XII 1943 żołnierz Armii Czerwonej, następnie żołnierz 3 Dywizji Piechoty. Należał do Polskiej Partii Robotniczej i Polskiej Zjednoczonej Partii Robotniczej. W 1944 zrzucony na tyły niemieckich wojsk w okolicach Lidy z zadaniem organizowania partyzantki.
W sierpniu 1944 został starostą na powiat Bielsk Podlaski. Od lutego 1945 do sierpnia 1946 I sekretarz Komitetu Miejskiego PPR w Krakowie. Od 3 maja 1945 był posłem do Krajowej Rady Narodowej, reprezentując Polską Partię Robotniczą. Był pułkownikiem Wojska Polskiego. W 1946 został zastępcą naczelnika Wydziału I Departamentu V MBP, a następnie dyrektorem Gabinetu Przewodniczącego Komitetu do spraw Bezpieczeństwa Publicznego. W listopadzie 1956 objął funkcję dyrektora Biura "B" MSW. W grudniu 1957 delegowany służbowo do ZSRR.
Został zwolniony w 1964 w trakcie antyżydowskich czystek prowadzonych przez ministra Mieczysława Moczara. W 1973 wyjechał do Szwecji, gdzie wrócił do nazwiska Holzer. Pracował na Wydziale Stosunków Międzynarodowych Uniwersytetu Sztokholmskiego. W grudniu 1983 znalazł się na publikowanej w ogólnopolskiej prasie liście byłych członków KRN wyróżnionych Pamiątkowym Medalem z okazji 40 rocznicy powstania Krajowej Rady Narodowej (1983).